# ポッポ街商店街

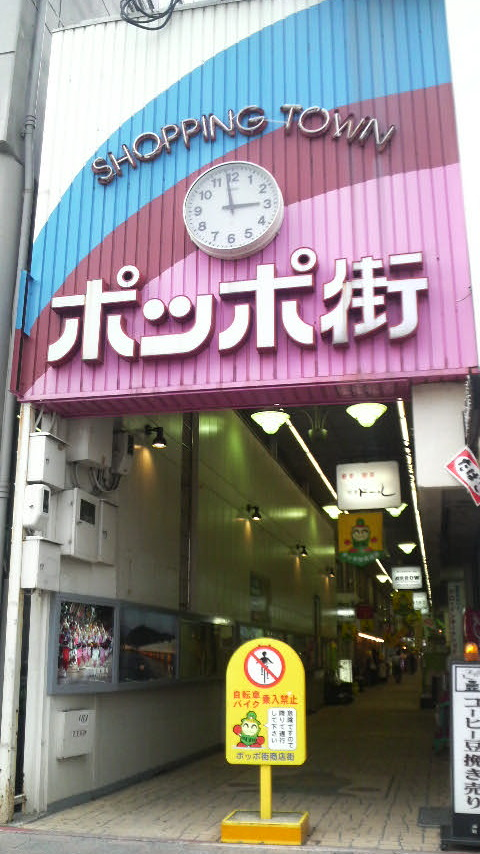
ポッポ街商店街西口（駅の反対側）。向かって左の数十メートルはホテルが建っているためテナントがなく、奥にテナントが見える。

ポッポ街商店街（ポッポがいしょうてんがい）は、徳島県徳島市にあるアーケード商店街。通称、ポッポ街。全長160m、幅4m。

## 概要
1971年に徳島駅前に誕生。約50店の店が並ぶ。
漫画およびアニメ関連冊子を多く販売する南海ブックス（フランチャイズとしてアニメイト徳島を運営）が在るため、小さいながらも徳島の秋葉原的役割も果たしている。かつてはアニメイト徳島やメイド喫茶もテナントに入っていたことがある。

## 商店街内部

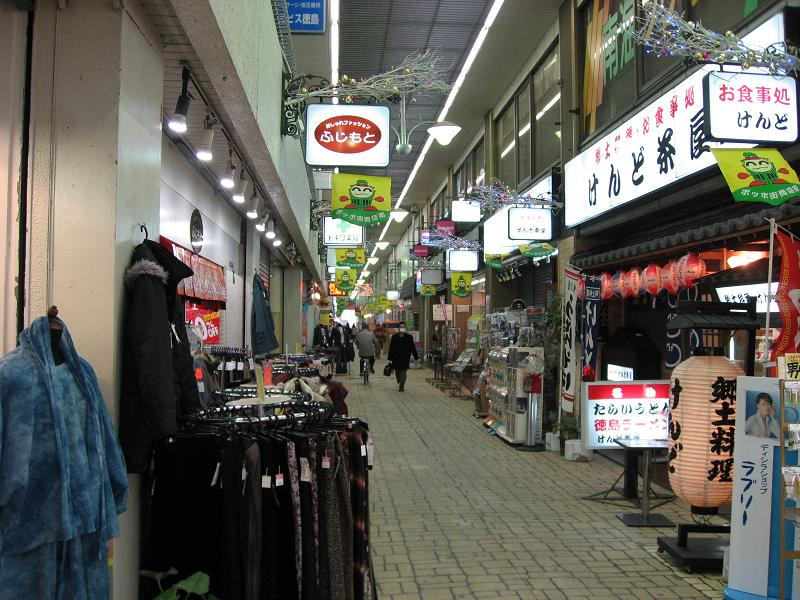
ポッポ街通路。東（駅側）から。
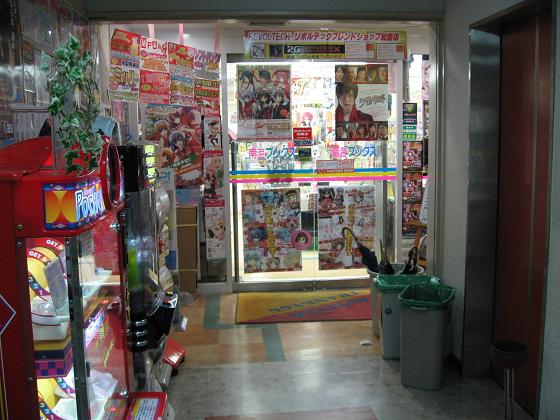
南海ブックス本店入口（2階）
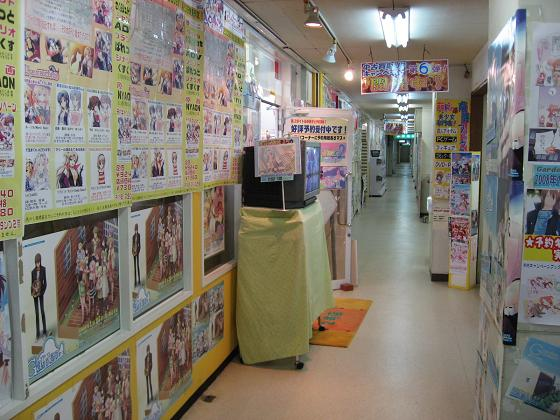
旧・南海ブックス2号店入口（2階・現在は南海ブックス本店との複合店舗）

## 交通
- JR徳島駅より徒歩約1分。